# Resident Evil: Revelations 2
Resident Evil: Revelations 2 —cuyo título original en Japón es Biohazard: Revelations 2 —es un videojuego de terror y supervivencia de formato episódico de disparos en tercera persona desarrollado y publicado por Capcom como parte de la serie Resident Evil. El juego es una continuación tanto de Resident Evil: Revelations como de Resident Evil 5. Marca el regreso de Claire Redfield como protagonista principal, y es la primera vez que Barry Burton es un personaje jugable dentro de la serie principal. La primera entrega se lanzó en febrero de 2015.
La historia del videojuego Resident Evil: Revelations 2 transcurre años después de lo ocurrido en Resident Evil 5 y poco antes de los acontecimientos ocurridos en Resident Evil 6, entre el año 2011 y 2013. La historia comienza cuando Claire y sus compañeros de trabajo, incluyendo la recién llegada y personaje jugable Moira Burton, están en una fiesta en la sede de la ONG Terra Save, cuando son atacados por desconocidos y llevados a una isla desierta.
El juego fue lanzado para Microsoft Windows, PlayStation 3, PlayStation 4, Xbox 360, Xbox One, PlayStation Vita y por último para Nintendo Switch a finales de 2017. Las reseñas al juego fueron de mixtas a positivas; hubo buenos comentarios hacia los escenarios, el manejo de la historia y el modo cooperativo, pero los gráficos y algunos problemas técnicos fueron criticados, además de la poca o casi nula innovación. Para finales de diciembre de 2017, el título llegó a un total combinado de 2,3 millones de unidades vendidas, superando a su predecesor.

## Personajes de la Historia
- Claire Redfield. Es la protagonista principal de la historia. En esta entrega trabaja para TerraSave, una organización no gubernamental, fue raptada mientras estaba en una fiesta de TerraSave, junto con su mejor amiga Moira Burton.
- Moira Burton. Es la hija de Barry Burton y coprotagonista principal. Ayuda a Claire como personaje de apoyo.
- Barry Burton. Es un antiguo miembro de S.T.A.R.S. y el padre de Moira. Será un personaje jugable en la búsqueda de Claire y su hija.[1]
- Natalia Korda. Una niña superviviente que conoce a Barry en la isla. Al igual que Moira, Natalia será un personaje de apoyo para Barry para después ser poseída por Alex.
- Alex Wesker. Es la antagonista principal de la historia. Fue la responsable del ataque a TerraSave y del secuestro de Claire Redfield, Moira Burton y de los otros miembros. Es la hermana del fallecido Albert Wesker.
- Neil Fisher. Es uno de los miembros de TerraSave quien se confabuló con Alex Wesker.
- Gabriel Chávez. Miembro de TerraSave. Ayudará a Claire y Moira en su escape de la isla.
- Pedro Fernández. Es otro de los miembros de TerraSave. Termina infectado por el virus tras no poder controlar el miedo. Está inspirado en el cantante mexicano Pedrito Fernández
- Gina Foley. Es una miembro de TerraSave que es asesinada al inicio de la historia, además de ser relacionada con Rachel Foley.

## Personajes de modo asalto
- Albert Wesker. Aparece en el modo "Asalto" (con el look de Resident Evil 5) y en un cuadro junto con su hermana Alex Wesker.
- Hunk. Aparece solo en el modo "Asalto".
- Leon S. Kennedy. Aparece solo en el modo "Asalto", con el aspecto de Resident Evil 6.
- Chris Redfield. Aparece solo en el modo "Asalto", con el aspecto de Resident Evil 6.
- Jill Valentine. Aparece solo en el modo "Asalto" con el aspecto de Resident Evil: Revelations.
- Lady Hunk. Aparece solo en el modo "Asalto" (como una skin de Gina).
- Rachel Foley. Aparece solo en el modo "Asalto" (como una skin de Gina).
- Jessica Sherawat. Aparece solo en el modo "Asalto" (como una skin de Gina).

## Mutaciones
Durante el transcurso del juego varios de los personajes con los que nos hemos topado en el camino sufren ciertos cambios gracias al virus Uroboros. Neil Fisher mutó a una abominable criatura similar a un Tyrant, tenía un punto débil en su pecho en el cual era necesario recibir daño si se le quería derrotar. Alex Wesker mutó en una especie de bestia con una columna vertebral alargada y deforme salida de su cuerpo, transformándola en una araña gigante, poseía un punto débil en el centro de su cabeza y en la parte posterior de su cuerpo.

## Edición en disco
A lo largo del mes de marzo de 2015, se puso a la venta la edición física del juego, denominada Resident Evil: Revelations 2 - Box Set, que incluye los cuatro capítulos completos, los dos capítulos extra y todo el contenido descargable, más algunos trajes adicionales no incluidos en la versión digital. Está disponible para Microsoft Windows (vista-7-8-8.1), PlayStation 3, PlayStation 4, Xbox 360 y Xbox One.

## Parcela
Episodio 1 - Colonia Penal
Claire Redfield y Moira Burton, hija de Barry Burton , trabajan para la agencia de prevención de riesgo biológico Terra Save, y son secuestradas por asaltantes enmascarados. Claire y Moira son llevados a una instalación en la isla Sushestvovanie, donde los "Afligidos" están en espera. Una mujer desconocida que se llama a sí misma la "Supervisora" mira a través de las cámaras y les dice que las pulseras en sus muñecas registran el miedo, mientras la pareja intenta encontrar seguridad. Al llegar a una torre de radio, piden ayuda. Una vez que Barry llega a la isla, se encuentra inmediatamente con Natalia, una niña pequeña y extraña. Juntos, se dirigen a la torre de radio, encontrando muchas situaciones peligrosas en el camino. Desafortunadamente, Barry llega muy tarde, ya que la llamada de socorro se realizó hace 6 meses. Después de tener un fuerte dolor de cabeza, Natalia afirma que Moira está muerta.
Episodio 2 - La contemplación
Claire y Moira se encuentran con sus compañeros de Terra Save, descubriendo un helicóptero roto que intentan arreglar y usar para huir de la isla. Sin embargo, se encuentran emboscados por una horda de Afligidos, que separa a Claire, Moira y Pedro de Gabe y el helicóptero; Pedro sucumbe al miedo y se transforma en un monstruo. Claire y Moira luchan contra los Afligidos hasta que Neil llega para ayudarlos a escapar. Deciden ir hacia la torre del Supervisor, pero una vez más son emboscados y Neil se queda atrás para luchar contra los monstruos. Claire y Moira se cruzan con Natalia y se une a ellas. Gabe arregla el helicóptero e intenta escapar, pero el Supervisor lo bloquea de forma remota, matando a Gabe. Claire y Moira Burton se distraen con esto, Natalia es secuestrada y llevada al Supervisor.
Seis meses después, Natalia lleva a Barry a la torre del Supervisor, el último lugar donde vio a Moira con vida. En el camino, Barry se entera de que Natalia es huérfana, ya que sus padres murieron en el incidente de Terragrigia , el impacto la dejó inmune al miedo. Dentro de la torre, encuentran un retrato que representa a Albert Wesker y una mujer; Cuando Barry lo reconoce por su nombre, Natalia lo corrige diciendo que la mujer se llama Wesker. Entonces son sorprendidos por el Supervisor, que incapacita a Barry y se revela como Alex Wesker .
Episodio 3 - Juicio
Claire y Moira siguen una nota que Neil dejó para reunirse con ellos en una fábrica cercana. Al llegar allí, no lo encuentran y tienen que atravesar una serie de peligros, que sobreviven por poco tiempo; después de esto, deciden dirigirse a la torre del Supervisor a través de las alcantarillas y, al llegar allí, conocer sus intenciones de liberar a Uroboros para justificar el FBC. Luego se enfrentan a Neil, quien muta, ya que se había infectado con Alex momentos antes; Claire y Moira no tienen más remedio que matarlo. Seis meses después, Barry y Natalia escapan por poco de Alex mutado y se dirigen desde la alcantarilla a la superficie. Al volver a la superficie, luchan a través de la vieja mina. Luego, Barry es apartado del camino por Alex y se separa de Natalia, mientras Alex intenta matar a Natalia.
Episodio 4 - Metamorfosis
Después de la muerte de Neil, Claire y Moira suben al Monumento para enfrentar a Alex Wesker, y el dúo se entera de sus intenciones. Se dispara a sí misma en la cabeza y obliga a Claire y Moira a salir del Monumento mientras se activa una secuencia de autodestrucción. Finalmente, Moira se sacrifica para que Claire pueda escapar de la que es rescatada poco después de escapar de la isla mientras Alex muta. Ella le dice a Barry que vaya a la isla con la esperanza de salvar a Moira. Seis meses después, Barry y Natalia se abren camino a través de varias minas subterráneas tóxicas antes de llegar a las instalaciones de investigación de Alex, disfrazadas de mansiones. Se abren camino mientras Alex se burla de Natalia a través de su brazalete. Cuando el dúo se enfrenta a ella, se inyecta con Uroboros y muta por segunda vez para luchar contra Barry y Natalia. Después de aparentemente matarla, Alex de repente salta vivo e incapacita a Barry. Ella agarra a Natalia y una vez más intenta matarla. En este punto, la historia procede a uno de dos finales.

### Finales
En el final malo, donde Claire derrotó a Neil, lo que le impidió a Moira superar su miedo a las armas. Ella muere después de ser aplastada por grandes escombros durante la destrucción de la base, lo que provoca que su interferencia en Alex en la cueva no ocurra. Alex se las arregló para exprimir a Natalia hasta la muerte. Con su mente perdida, Alex despierta completamente en su cuerpo y se hace cargo de él. Alex destruye su antiguo cuerpo mutado y se revela burlonamente a Barry como la nueva Natalia, dejándolo solo en la isla.
En el final bueno, donde Moira derrota a Neil y subsecuentemente supera su miedo a las armas, Moira sobrevivió y llega a tiempo para salvar a Natalia, distrayendo y repeliendo temporalmente a Alex con disparos. Barry, Moira y Natalia escapan del área, pero Alex, que muta aún más, los persigue y finalmente los acorrala en el borde de un acantilado. Claire llega en un helicóptero para rescatar al trío, y con sus esfuerzos combinados logró derribar a Alex con un lanzacohetes. Al salir de la isla, Barry expresa su intención de adoptar y criar a Natalia como su propia hija.
En un epílogo , a Claire se le informa que su hermano está en China , a lo que ella responde "dile a Piers que cuide de él". Se dirige a la casa de Barry, donde Natalia, rodeada de periódicos que informan sobre los eventos de Resident Evil 6 , termina de leer Los Aforismos de Zürau de Franz Kafka y sonríe de manera inquietante, revelando que Alex logró cierto control de su cuerpo.

### Episodios de bonificación
"Mujercita"
En este episodio adicional, justo antes de que Natalia se encuentre con Barry, Natalia se despierta en un estado de ensueño, siendo saludada por Lottie, su osito de peluche favorito. Ahora va a buscar a Lottie en toda la isla infestada por 'Revenants' y 'Glasps'. Junto a ella está 'Natalia oscura', que puede sentir la presencia de los monstruos para que Natalia logre pasarlos a través de una atmósfera un tanto Silent Hill. Encuentran varias postales enviadas por Lottie dispersas y, finalmente, la encuentran cerca de la orilla del mar, pero esto resultó ser todo un truco creado por Alex Wesker para atraerla allí. Como Dark Natalia, luego le dice a Natalia que finalmente la conseguirá a medida que desaparezca. En este punto, Natalia se escapa de su sueño y ve que el barco de Barry se aproxima para preparar los eventos del primer episodio.
"La Lucha"
Durante los seis meses transcurridos desde la huida de Claire y la llegada de Barry a la isla, Moira intenta sobrevivir en la isla con la ayuda de un anciano ruso, llamado Evgeny Rebic., a quien Moira había conocido una vez antes en una sala de control de alcantarillado subterráneo en la isla. Él salvó su vida después de ser aplastado por los escombros caídos y de ser abandonado por Claire. La comida es muy escasa ahora y la pareja tiene que superar muchos peligros. Después de derrotar a hordas de monstruos mutados, lograron recuperar una carta de la hija de Evgeny. Lamentablemente, después de que Evgeny se enteró del destino de su hija, perdió su voluntad de vivir y se encerró en la sala de control de la alcantarilla para sucumbir a su enfermedad y morir. Con Moira angustiada por dentro, precedió a seguir adelante. Como se vio en el buen final, después de que Moira superó su miedo y odio por las armas y mató a Neil, llegó a tiempo para salvar a Natalia y a su padre disparando a una grotescamente mutada Alex Wesker .

## Jugabilidad
Resident Evil: Revelations 2 se establece entre los eventos de Resident Evil 5 y Resident Evil 6 . Claire Redfield es la protagonista principal y la hija de Barry Burton , Moira , desempeña un papel de apoyo. En diciembre de 2014, un nuevo tráiler reveló a Barry como otro protagonista jugable y se le une Natalia Korda , una niña con habilidades sobrenaturales. El tráiler cinematográfico oficial se lanzó en diciembre de 2014. Resident Evil: Revelations 2 es un juego de supervivencia que respalda el juego cooperativo en plataformas de consola. El juego tiene elementos sigilosos ya que solo dos de los cuatro personajes jugables usan armas. Los otros dos son más vulnerables, prefieren usar armas como palancas y ladrillos, o se utilizan para encontrar objetos ocultos con una linterna o sentidos especiales.
El juego cuenta con un Modo de incursión, que regresa del primer juego de Revelaciones con nuevas características, más misiones y nuevos personajes jugables. Se presentan alrededor de 200 misiones y 15 personajes, que abarcan toda la serie de juegos, y también hay nuevos escenarios y enemigos de Resident Evil 5 , Resident Evil 6 y Resident Evil: Revelations . En este modo, los jugadores pueden personalizar sus habilidades y armas, así como comprar otras nuevas. Algunos enemigos en el modo Raid tienen habilidades especiales como velocidad extra o fuerza. Este modo se puede jugar en línea o mediante cooperativa local de pantalla dividida.

## Desarrollo
Capcom anunció que el equipo responsable de Resident Evil: Revelations sería el responsable de la secuela y que se vería una versión jugable del juego en el stand de 2014 Game Show de Capcom en Tokio. Se dijo que no solo Chris Redfield y Jill Valentine serían parte de Revelations 2, sino que el juego no estaría vinculado a Revelations . Sin embargo, el título de Revelations se usaría como su propia serie de juegos, existiendo para llenar los vacíos en la mitología de la serie Resident Evil y ampliar la historia de la serie del título principal. Durante el Tokyo Game Show, Michiteru Okabe explicó que el principal Resident Evilla serie seguirá orientada a la acción, manteniéndola dirigida a un público más amplio para tratar de interesar a más personas en el mundo de Resident Evil . Sin embargo, Revelations como serie será impulsado por fanáticos, con la intención de deleitarse con el estilo de horror más antiguo. Con la serie complementaria, esperan apuntar a sus fanáticos desde hace mucho tiempo y mantenerlos abastecidos con algo similar a la experiencia de horror de la que se enamoraron. Durante el Tokyo Game Show, se anunció que Yūdai Yamaguchi , un director y escritor conocido por su mezcla de horror y "goofy gore" con inspiración basada en el manga, fue incluido en el equipo de Revelations 2 como director de escena.
Se dijo que Dai Satō , guionista de Resident Evil: Revelations que volvería a hacer lo mismo para el juego, era un gran fanático de Claire y estaba convencido de que regresaría para el nuevo juego, que vendría a Okabe y otros con varias ideas. sobre cómo incluirla. Alyson Court no volvió a repetir su papel de voz como Claire Redfield en Resident Evil: Revelations 2 , fue reemplazada por una mujer acreditada con el seudónimo de James Baker. Los fanáticos, molestos por el cambio, comenzaron a solicitar peticiones para recuperar a Court. De acuerdo con Okabe, la razón para reemplazar a Court es porque sintieron que la vieja voz suena demasiado joven para Claire, la mayor y madura, también podría causar un desorden para los jugadores entre las voces de Claire y Moira, que en realidad es una niña 
El novelista y escritor de historias checo, Franz Kafka , fue una gran inspiración detrás de la historia del juego, la idea surgió del escritor de escenarios, Dai Satō . Desde que las primeras Revelaciones usaron pasajes de Dante Alighieri , el equipo sintió que sería un elemento común de la serie Revelaciones. Además, eso daría un significado profundo al enfoque de citas y temas, como "La transformación", a la historia del juego. Además, haría que los jugadores se sintieran más inmersos, ya que un verdadero escritor se convirtió en parte del escenario. El título de los cuatro episodios del juego son alusiones a su wsin; el primero, llamado Penal Colony, se basa en un cuento del nombre: In the Penal Colony. La segunda, llamada Contemplación, se basa en una colección de cuentos con el mismo nombre, Contemplación (colección de cuentos) , la tercera, El juicio y, por último, La metamorfosis.
Las "relaciones familiares" fueron un tema importante para el juego, ya que abordaron elementos más personales para la historia. La familia de Barry tiene un gran enfoque a lo largo de la trama del juego, además, también puede ser visto como un padre para Nathalia, que en realidad es huérfano debido al "Panic of Terragrigia", un evento que forma parte del primer juego de la serie Revelations. Por otro lado, Claire, puede ser vista como una hermana mayor para Moira. La cordura también tiene una gran importancia para la configuración de la historia, como ejemplos, ese tema se muestra a través de las pulseras que muestran el nivel de cordura de los personajes, el título de algunas canciones De la banda sonora, como Locura y Desesperación.y el nombre de los principales enemigos del juego, los Afligidos, que en realidad eran humanos que se han vuelto locos por la tortura y los experimentos.
Acerca de la banda sonora, el compositor, Kota Suzuki regresa como el compositor principal del juego, después de sus trabajos dentro de la serie, como Resident Evil: The Mercenaries 3D, Resident Evil 5, Resident Evil 6 y Resident Evil: Revelations. Según él, para esta banda sonora, decidieron centrarse en la "dualidad del sonido". Y hablando sobre el concepto de diseño de sonido para Revelations 2 y su colaboración con Nima Fakhrara para este trabajo, explica: "Sus producciones de Nima Fakhara poseían ese elemento particular de oscuridad que funcionó perfectamente con nuestros. Después de muchas sesiones de lluvia de ideas, decidimos usar 'hierro' y 'agua' como nuestros conceptos para crear nuevos Y, después de la grabación, editamos y mezclamos el sonido con otras pistas para crear un sonido verdaderamente único ".